# Время реакции
Время реакции (ВР) — основной поведенческий параметр в экспериментальной психофизиологии.
Делится на три фазы:
1. время прохождения нервных импульсов от рецептора до коры головного мозга;
2. время, необходимое для обработки нервных импульсов и получения ответной реакции в центральной нервной системе;
3. время ответа организма[1].

Время реакции зависит от вида сигнала-раздражителя, интенсивности, настроенности на принятие сигнала, возраста и сложности реакции индивида(человека).

## История изучения
Время простой реакции, то есть время от момента появления сигнала до момента начала двигательного ответа, впервые было замерено в 1850 г. Гельмгольцем. Оно зависит от того, на какой анализатор действует сигнал, от силы сигнала и от физического и психологического состояния человека.
Обычно оно равно: на свет 100—200, на звук 120—150 и на электрокожный раздражитель 100—150 миллисекундам.
В России массово изучалась в 1960-е годы, когда электрофизиологические методы (ССП) были редки и дороги.
Например, работы Бойко Е. И.

.
После широкого развития метода ССП остается основным объективным поведенческим параметром.

## Способы получения
Используется специализированный прибор — рефлексометр, либо соответствующая компьютерная программа. 
- Нажатие пальцем на кнопку — время до начала нажатия.
- Запись движения глаз — время до начала саккады.
- Регистрация миограммы — время до начала сокращения мышцы.

## Прикладное значение
Используется для оценки быстроты реакции  оператора.
Понятие о ВР присутствует в экзаменационных билетах для получения водительского удостоверения.